# Janovce
Janovce jsou obec na Slovensku v okrese Bardejov. Žije zde 465 obyvatel, první písemná zmínka pochází z roku 1261. Nachází se zde římskokatolický kostel Nejsvětějšího srdce Páně z roku 1764 (původně zasvěcený Všem svatým), jehož poslední přestavba se uskutečnila v letech 1989 až 1990.